# Кетменський сільський округ
Кетме́нський сільський округ (каз. Кетпен ауылдық округі, рос. Кетменский сельский округ) — адміністративна одиниця у складі Уйгурського району Алматинської області Казахстану. Адміністративний центр — село Кетмень.
Населення — 3039 осіб (2021; 3268 у 2009, 3349 у 1999, 3192 у 1989).
Станом на 1989 рік існувала Кетменська сільська рада (села Будути, Кетмень).

## Склад
До складу округу входять такі населені пункти:
| Населений пункт     | Населення, осіб (1989) | Населення, осіб (1999) | Населення, осіб (2009) | Населення, осіб (2021) |
| ------------------- | ---------------------- | ---------------------- | ---------------------- | ---------------------- |
| Кепебулак, село     | 553                    | 621                    | 579                    | 456                    |
| Кетмень, село       | 2639                   | 2728                   | 2689                   | 2564                   |
| --Кудукарасан       | -                      | -                      | -                      | 6                      |
| --Пристань Добин    | -                      | -                      | -                      | 2                      |
| --Центральний Кудук | -                      | -                      | -                      | 11                     |